# Ural-4320
O Ural-4320 é um veículo fora de estrada 6×6 de uso geral, produzido na Fábrica Automotiva de Ural em Miass, Rússia, para uso do exército russo. Introduzido em 1976, continuou em produção em 2023. O arranjo de rodas do Ural-4320 foi projetado para o transporte de cargas, pessoas e reboques em todos os tipos de estradas e terrenos. Também serve como plataforma de lançamento para o lançador de foguetes BM-21 "Grad".

## Galeria

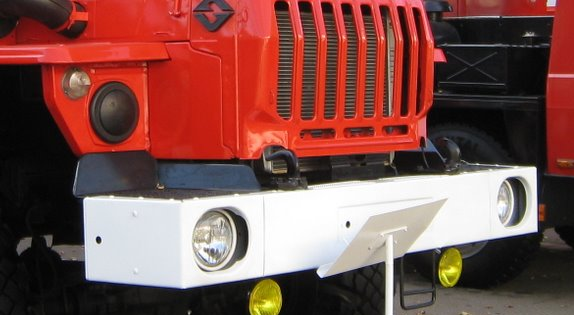
Ural-4320 com faróis no para-choque (versão civil desde meados da década de 1990)
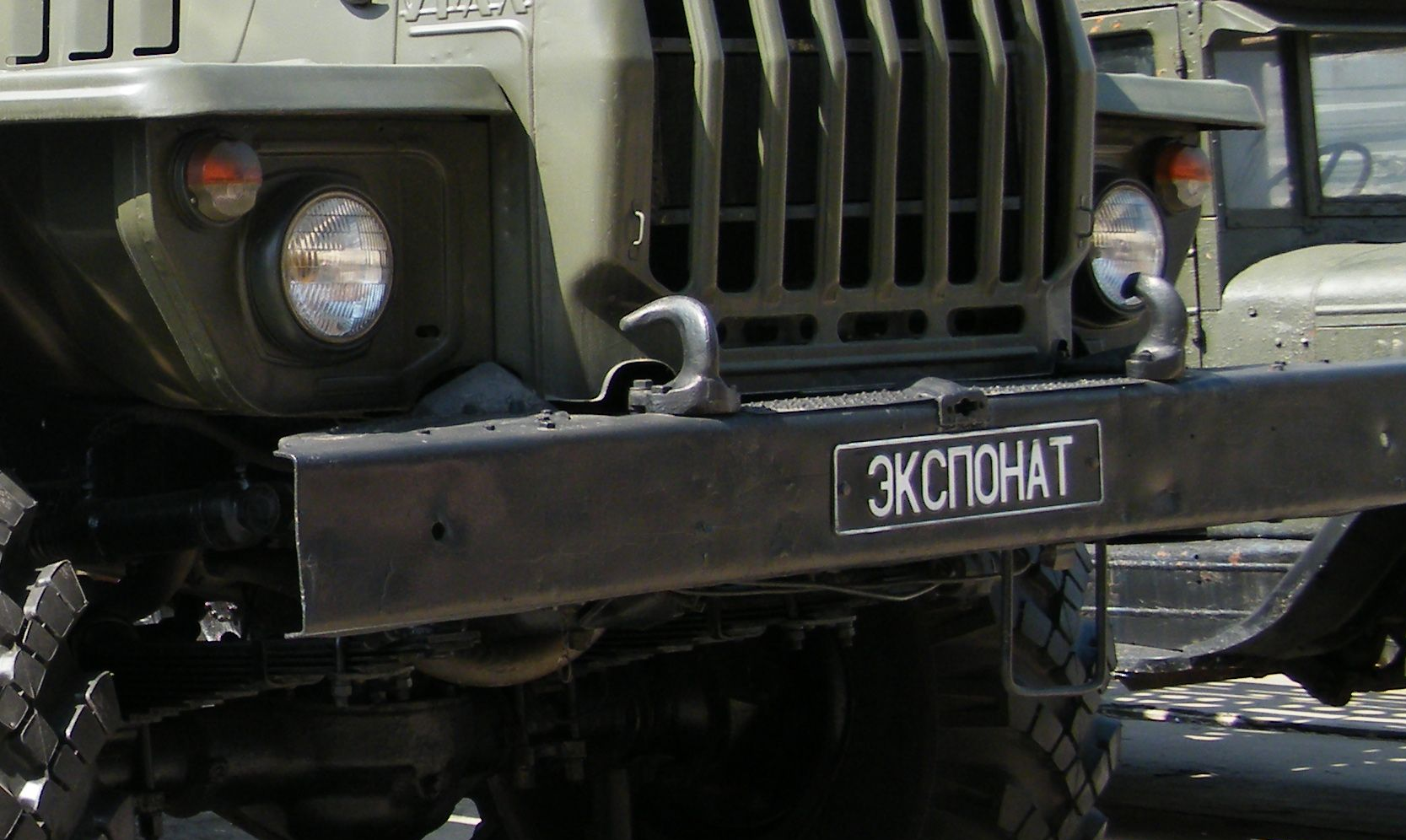
Ural-4320 com faróis nos para-lamas (versões civis e militares antes de meados da década de 1990)

## Especificações
| Especificações do caminhão Ural-4320 | Especificações do caminhão Ural-4320                                                                             | Especificações do caminhão Ural-4320                                                                             |
|                                      | Motor YaMZ-238M2                                                                                                 | Motor YaMZ-236M2                                                                                                 |
| ------------------------------------ | --- | --- |
| Design da cabine:                    | Motor montado na frente                                                                                          | Motor montado na frente                                                                                          |
| Capacidade de assentos (na cabine):  | 3 | 3 |
| Peso bruto:                          | 15.300 kg | 14.975 kg |
| Peso da carga transportada:          | 6.000 kg | 5.000 kg |
| Suspensão:                           | eixos sólidos, molas de lâmina, rodas traseiras no carrinho de equilíbrio                                        | eixos sólidos, molas de lâmina, rodas traseiras no carrinho de equilíbrio                                        |
| Peso bruto do reboque rebocado:      | 11.500 kg | 11.500 kg |
| Velocidade máxima:                   | 82 km/h | 75 km/h |
| Motor: refrigerado a líquido         | Diesel V8 | Diesel V6 |
| Potência:                            | 240 cv (177 kW)                                                                                                  | 180 cv (132 kW)                                                                                                  |
| Transmissão:                         | five-speed gearbox, two-speed distributor box with interaxle locked differential.                                | five-speed gearbox, two-speed distributor box with interaxle locked differential.                                |
| Carroceria:                          | metálica, com porta traseira, arcos e capota removíveis, dois bancos laterais rebatíveis e um central removível. | metálica, com porta traseira, arcos e capota removíveis, dois bancos laterais rebatíveis e um central removível. |
| Capacidade de assentos:              | 27 | 27 |
| Pneus:                               | com pressão de ar controlada OI-25 14,00-20 HC(PR)14                                                             | com pressão de ar controlada OI-25 14,00-20 HC(PR)14                                                             |

As primeiras versões do Ural-4320 foram equipadas com o motor diesel KamAZ-740 V8, ohv, cilindrada 10.857 cc (relação diâmetro/curso 120 mm), taxa de compressão 16:1. Potência 210 PS (154 kW) a 2.600 rpm. Torque 640 N⋅m a 1.500 rpm.

## Versões

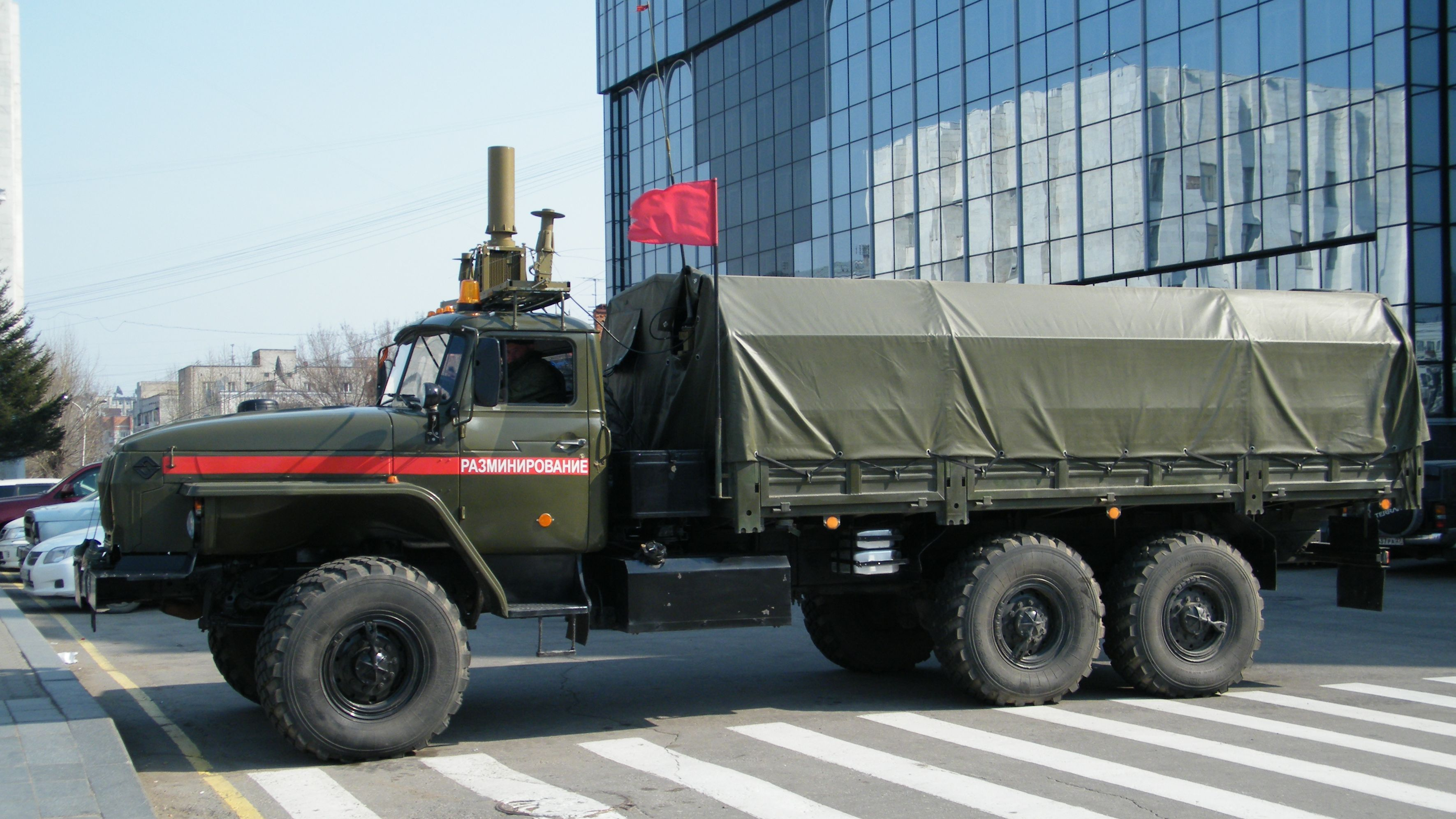
Ural-4320-19

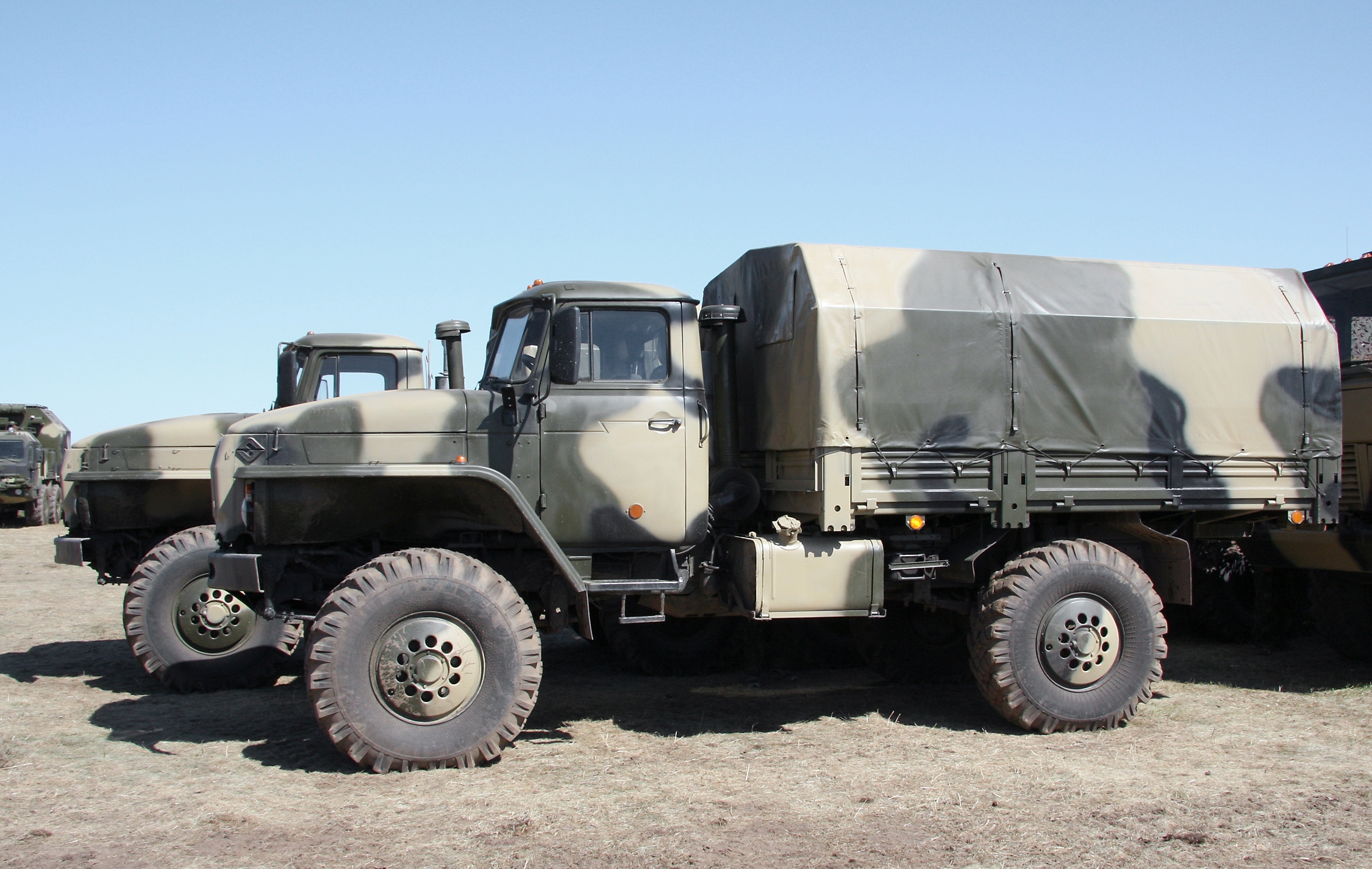
Ural-43206 4×4

- Ural-4320-**** - ** - chassi com cabine metálica padrão ("clássica") e capacidade de carga de cerca de 7,9 toneladas.
  - Ural-4320-19 ** - ** - CHASSI LONGO, capacidade de cerca de 12 toneladas.
  - Ural-43203-**** - ** - chassi com suspensão dianteira reforçada.
  - Ural-43204-**** - ** - chassi de caminhão reforçado, maior carga útil.
  - Ural-43206- Variante 4×4 com diesel YaMZ-236 de 180 cv e capacidade de 4.200 kg.
    - Ural-43206-41" - com o turbodiesel YaMZ-236NE2 de 230 cv.
    - Ural-43206-0551" - variante 4×4 com cabine de 4 portas e capacidade de carga de 3.600 kg.
- Ural-43202-**** - ** - caminhão trator com semirreboque para uso em todos os tipos de estradas.
- Ural-5557/55571- **** - ** - chassi para instalação de equipamentos de produção e instalações especiais com massa de ~ 12–14 m de largura com pneus de baixo perfil com CTIS, o que aumenta significativamente a permeabilidade do veículo.

Opções de cabine e carroceria:

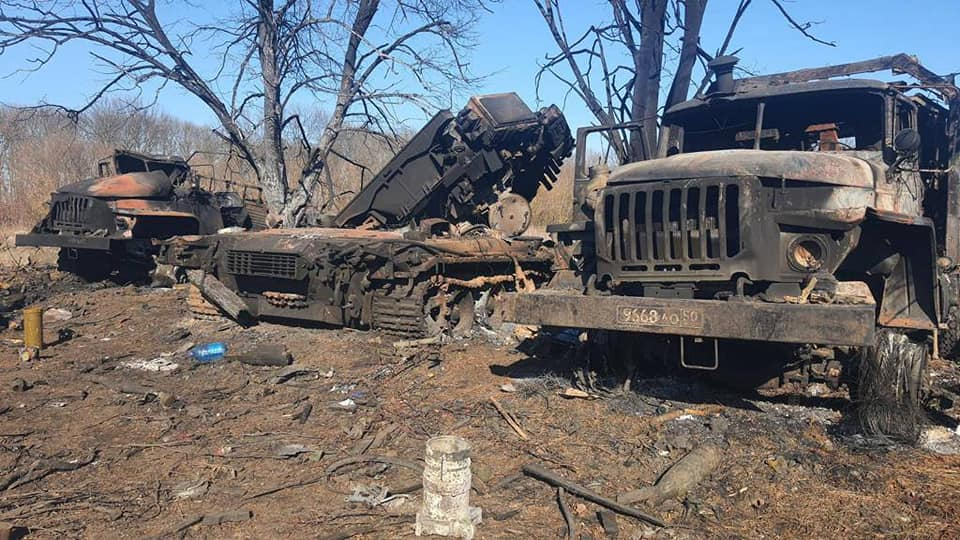
Ural-4320 russos destruídos perto de Trostianets, durante a Invasão da Ucrânia pela Rússia em 2022

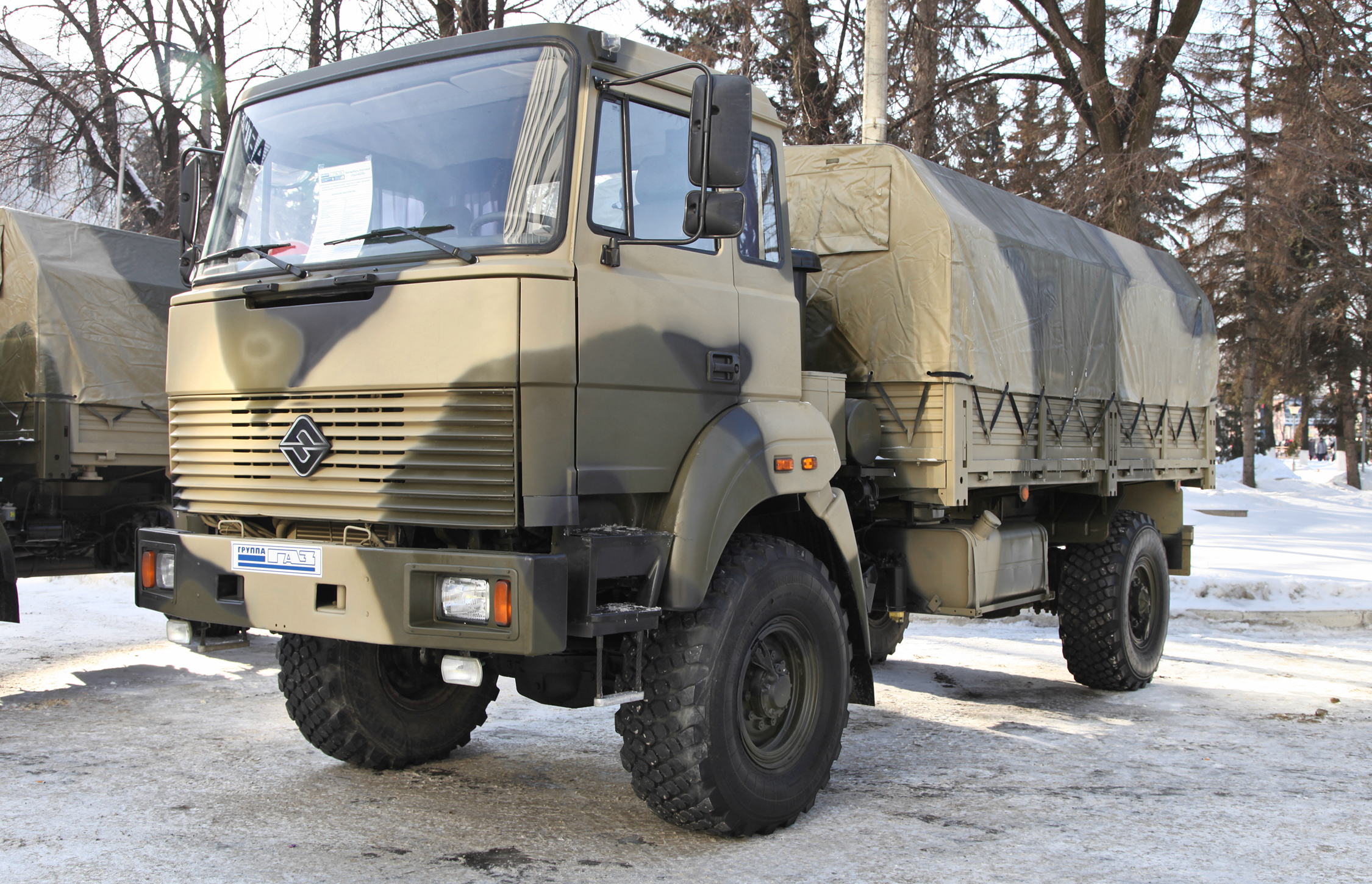
Ural-43206 com "nova" cabine IVECO (Iveco Série T)

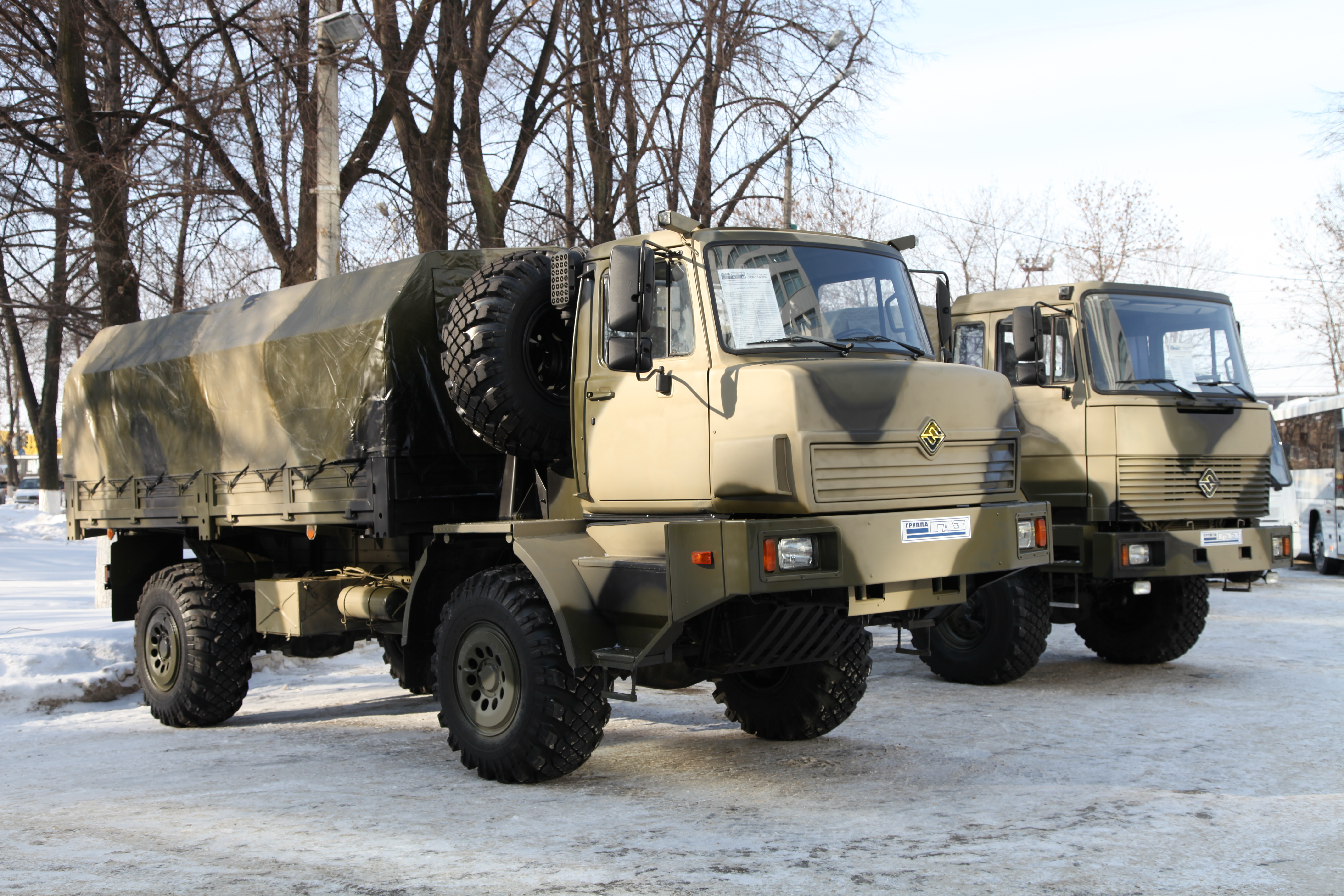
Ural-432065 e Ural-43206

- Ural-4320/5557 - 40/41 - cabine totalmente metálica, de três lugares e duas portas, logo abaixo do símbolo produzia máquinas com cabine dupla de quatro portas;
- Ural-4320/5557 - 44 - cabine toda em metal, três lugares, duas portas e cama para dormir;
- Ural-4320/5557 - 48/58/59 - nova versão com cabine mais confortável, capô de grande volume e banco do motorista com molas;

Todas as versões estão equipadas com cabines da Iveco.

## Histórico operacional

### Invasão da Ucrânia pela Rússia
O veículo foi utilizado durante a invasão da Ucrânia pela Rússia; Oryxspioenkop analisou dados fotográficos e de vídeo e descobriu que a Rússia, em 4 de setembro de 2023, havia perdido pelo menos 939 Ural-4320 (incluindo 165 caminhões-tanque). Enquanto a Ucrânia perdeu um total de 58.

## Operadores
- Bangladesh [4]
- Burquina Fasso[5]
- Laos – Em serviço em janeiro de 2019.[6]
- Filipinas – Exército Filipino: 20 unidades doadas pela Federação Russa.[7][8]
- Rússia
- Ucrânia

## Variantes

### Militares
- Transporte padrão de carga/tropas equipado com caçamba de carga. Pode ser usado para transportar tropas, armas e outros suprimentos. Possui dois bancos desmontáveis e tampo de lona para proteção contra intempéries.

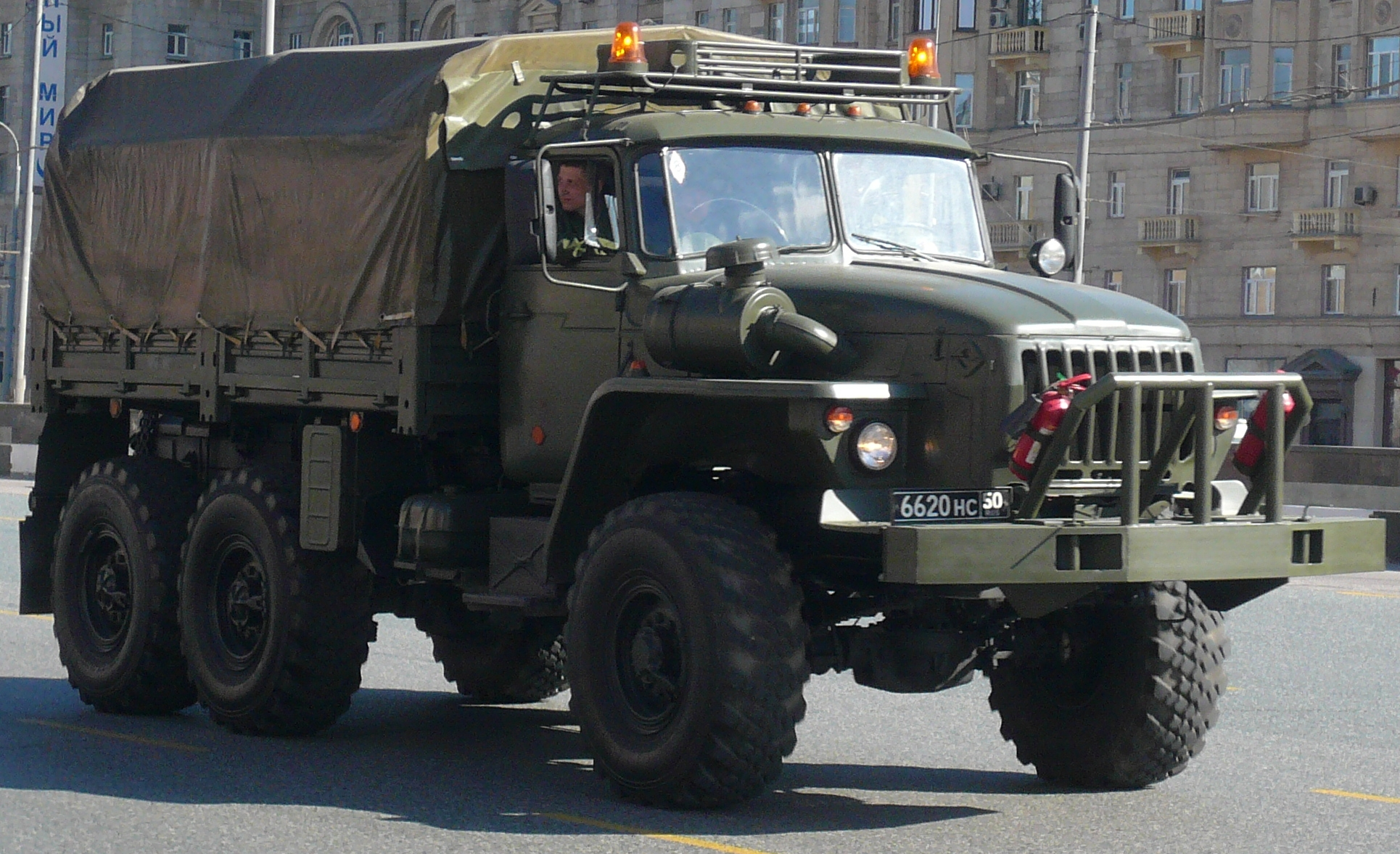
Caminhão de caçamba curta
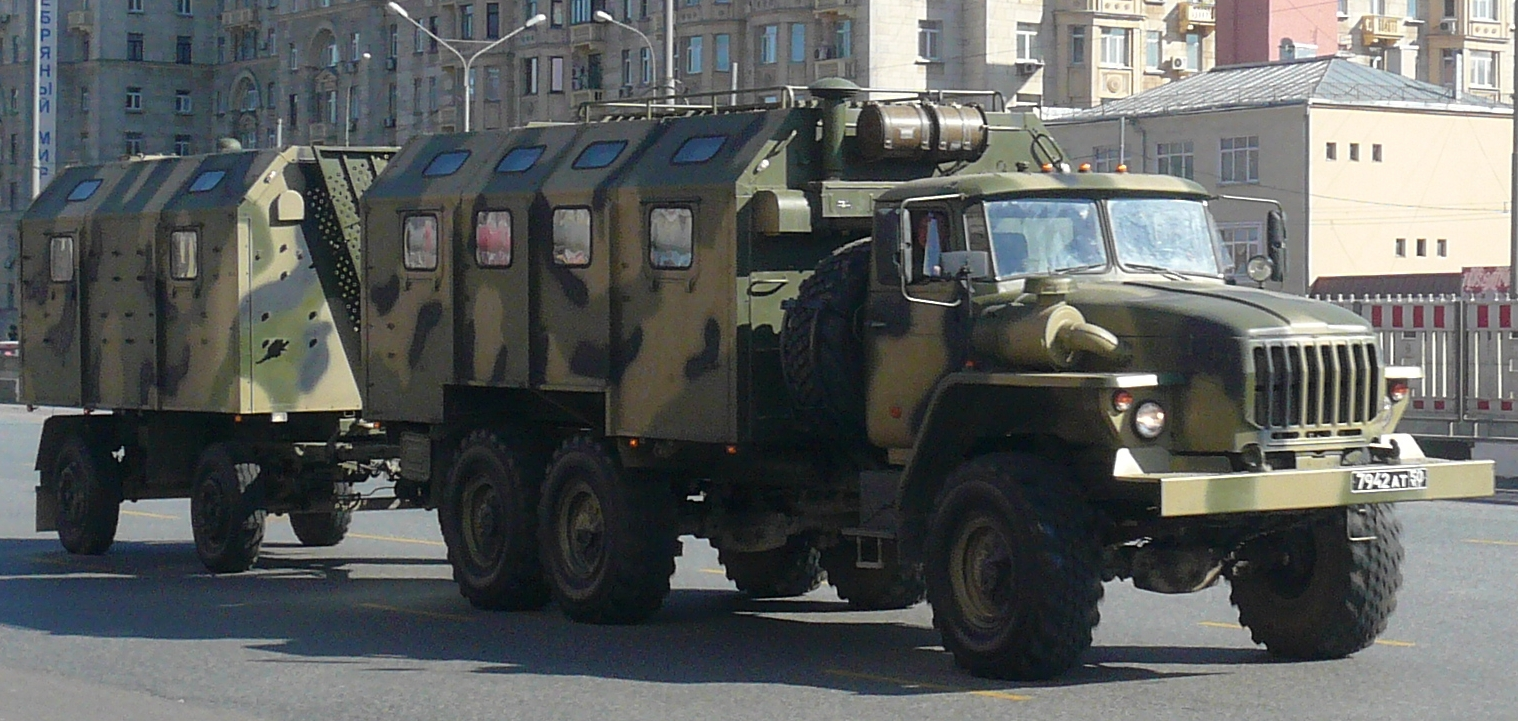
Caminhão de transporte de KUNG com maior distância entre eixos e reboque KUNG
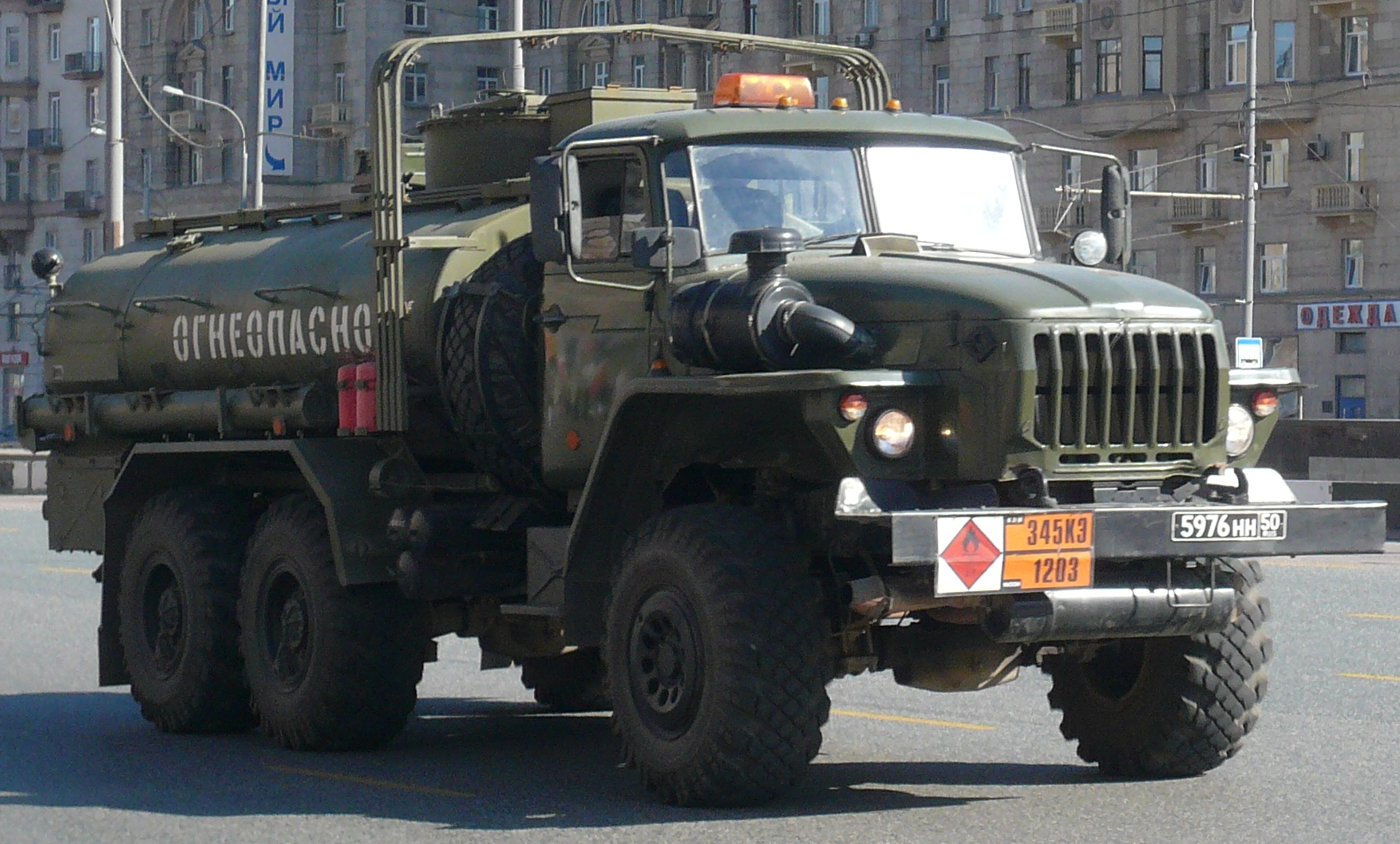
Caminhão-tanque
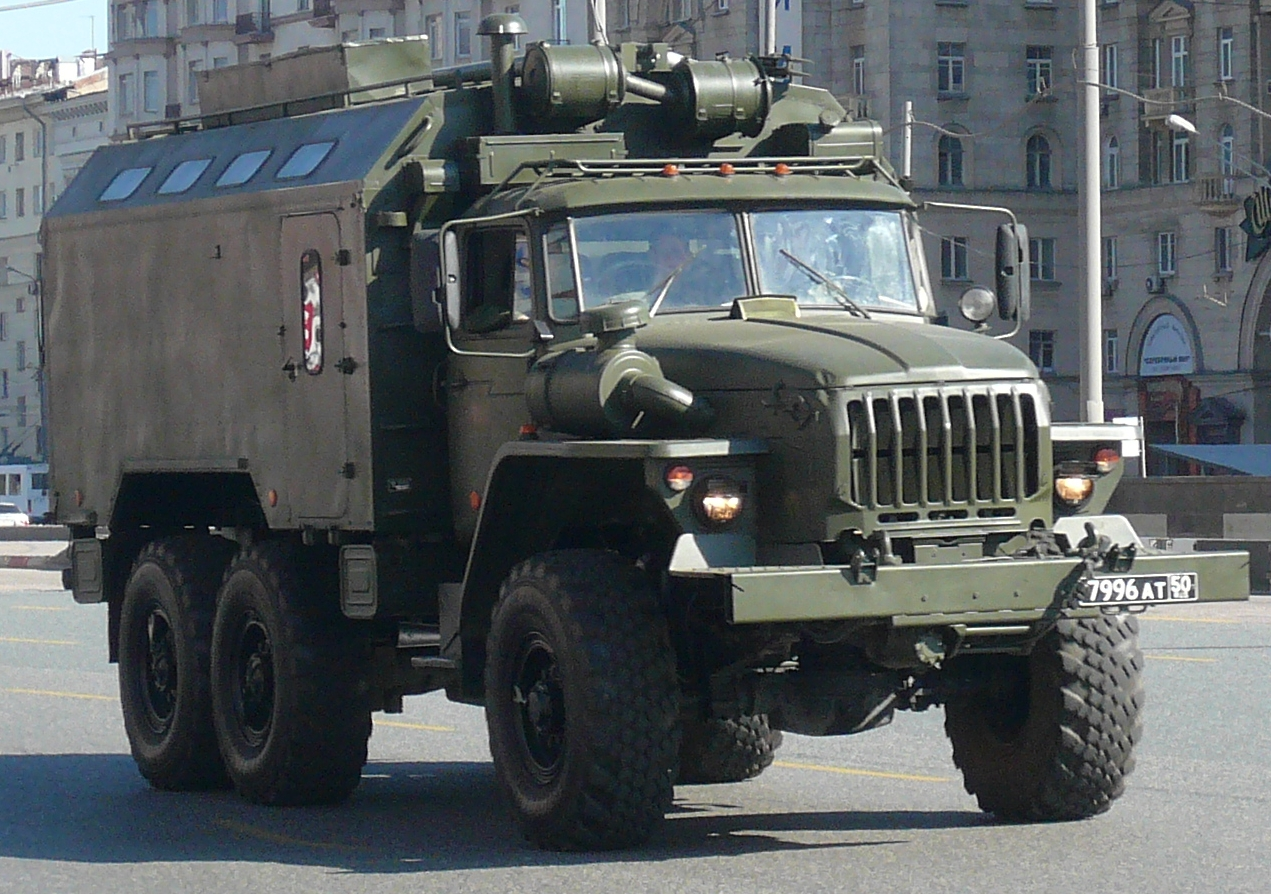
Blindado com abrigo KUNG

- Ural-4320VV totalmente blindado, originalmente construído para as Tropas Internas Russas

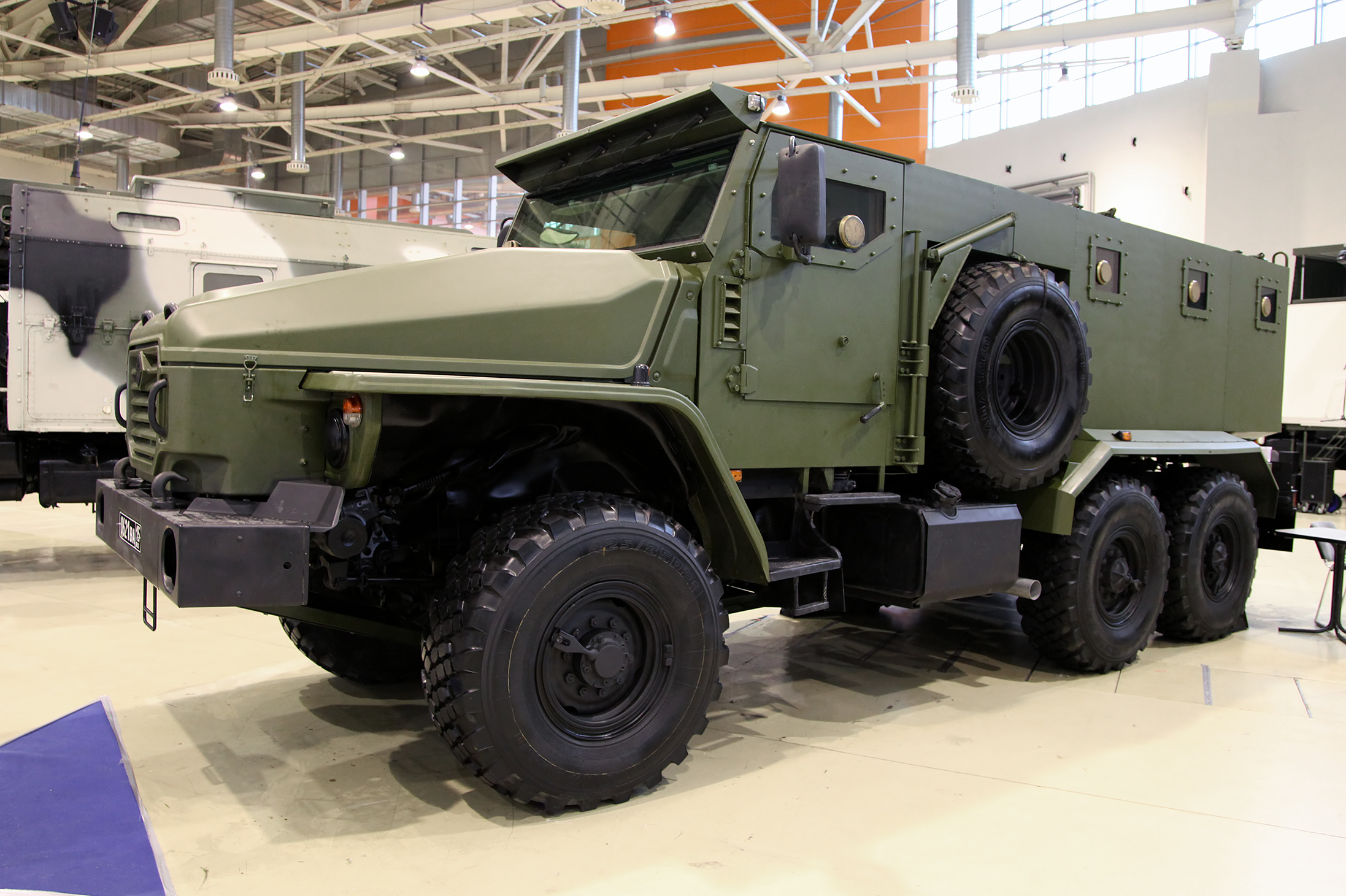
Ural-4320VV na Interpolitex 2013
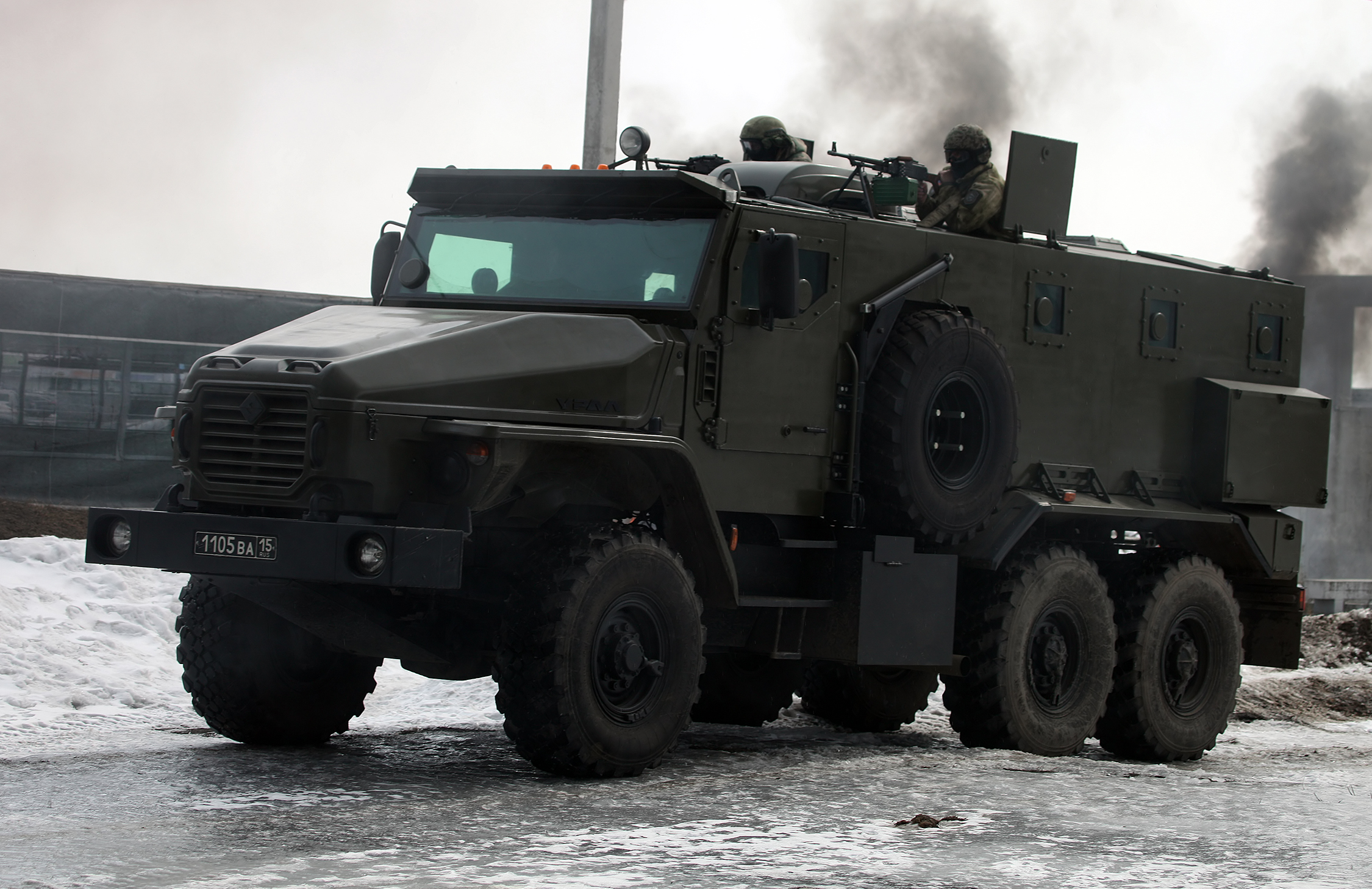
Tropas Internas demonstrando o Ural-4320VV no Dia das Tropas Internas de 2016

### Civis

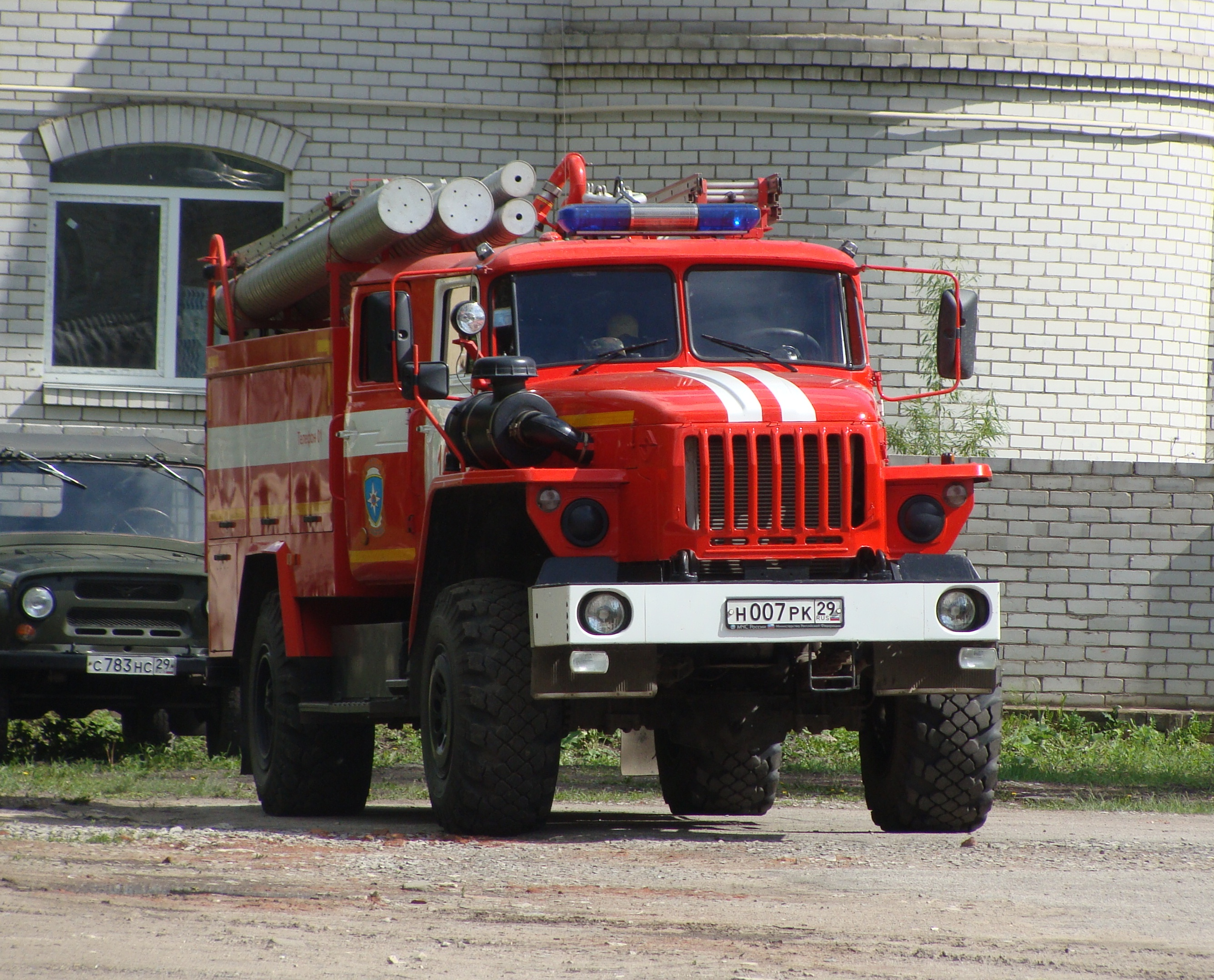
Veículo de combate a incêndio baseado no chassi do Ural-43206 4×4
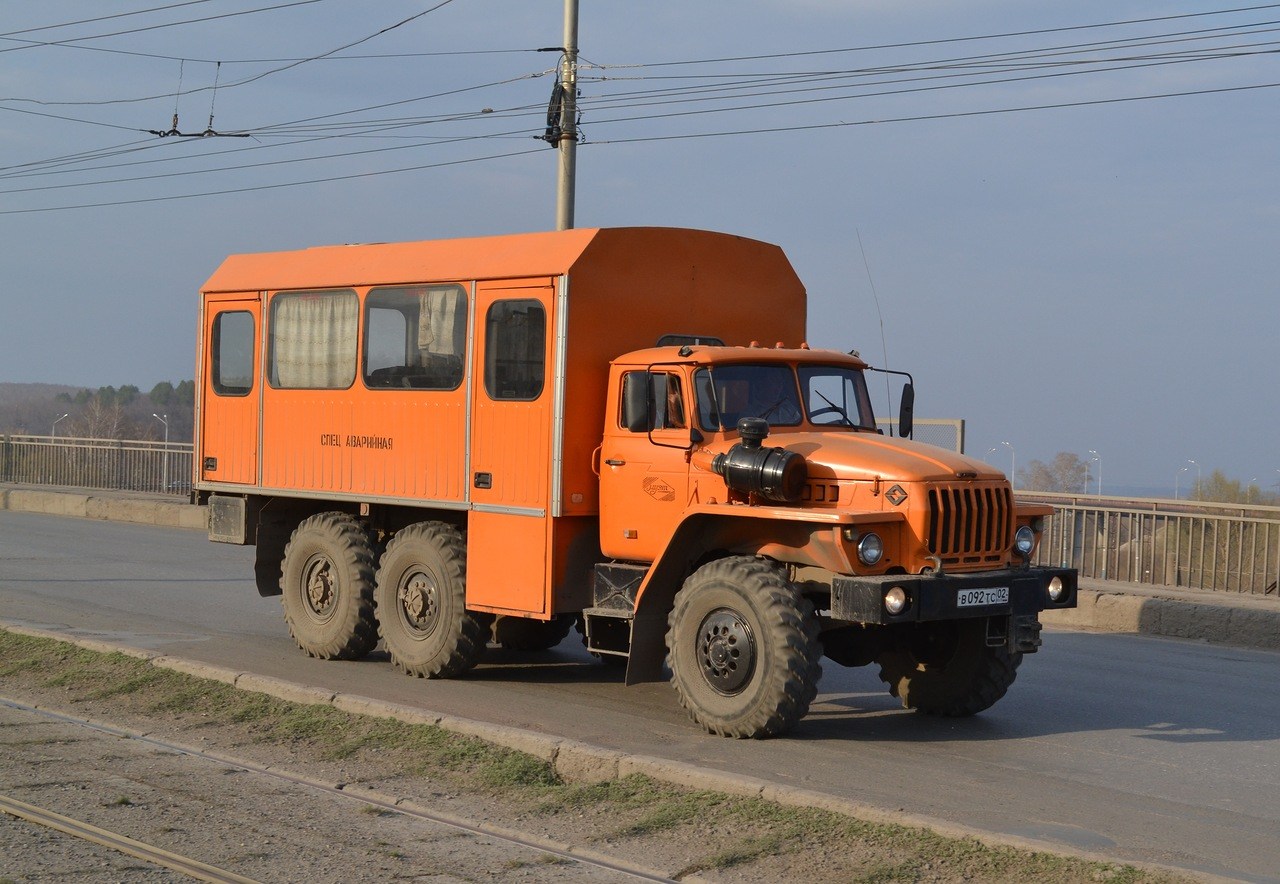
Caminhão ônibus Ural-3255 baseado no Ural-4320
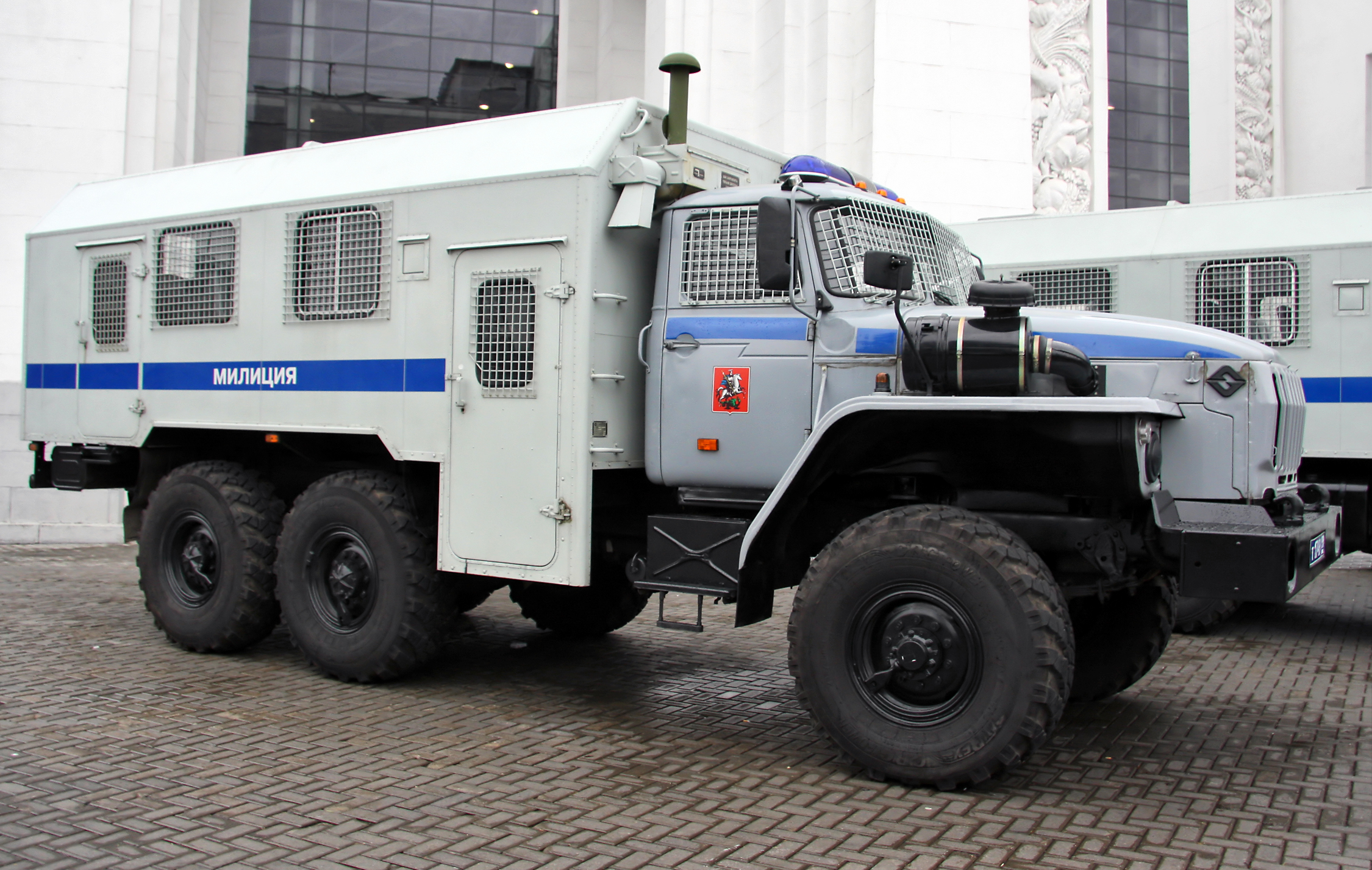
Ural-572060 da Polícia de Moscou também conhecido como VM-4320
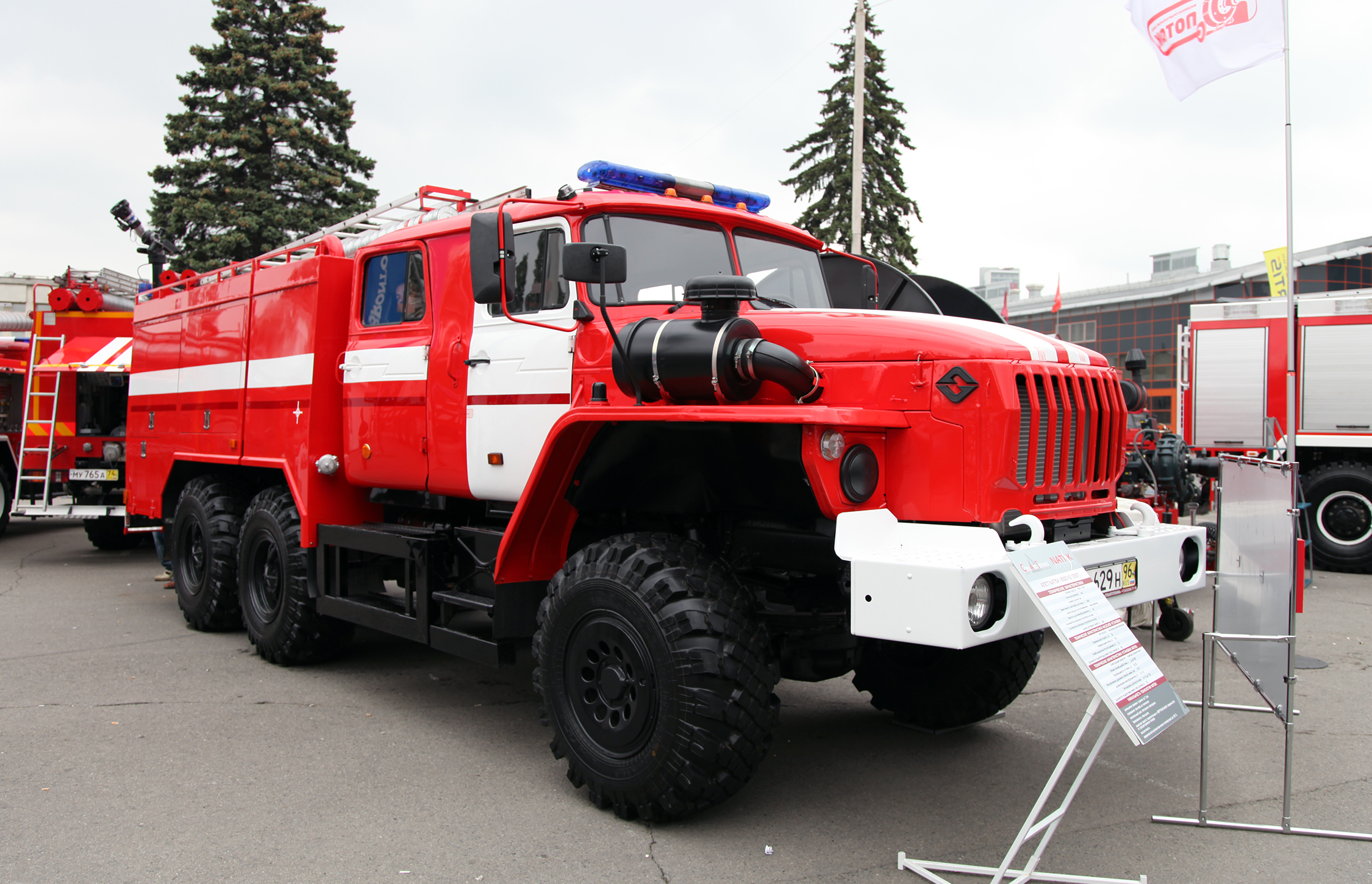
Veículo de combate a incêndio NATISK-3000 KS no chassi do Ural-5557
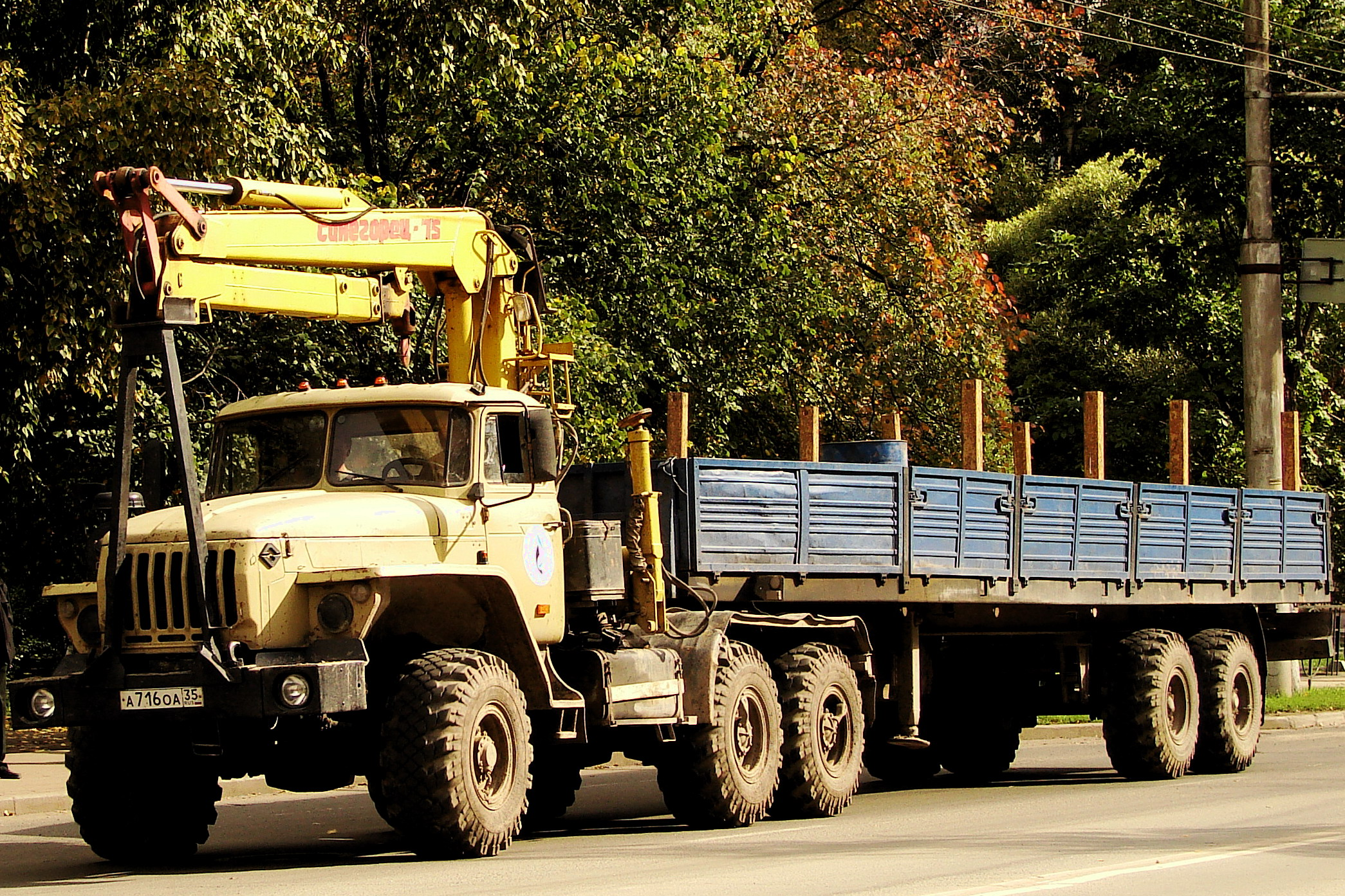
Ural-4420 com hidromanipulador e reboque plataforma
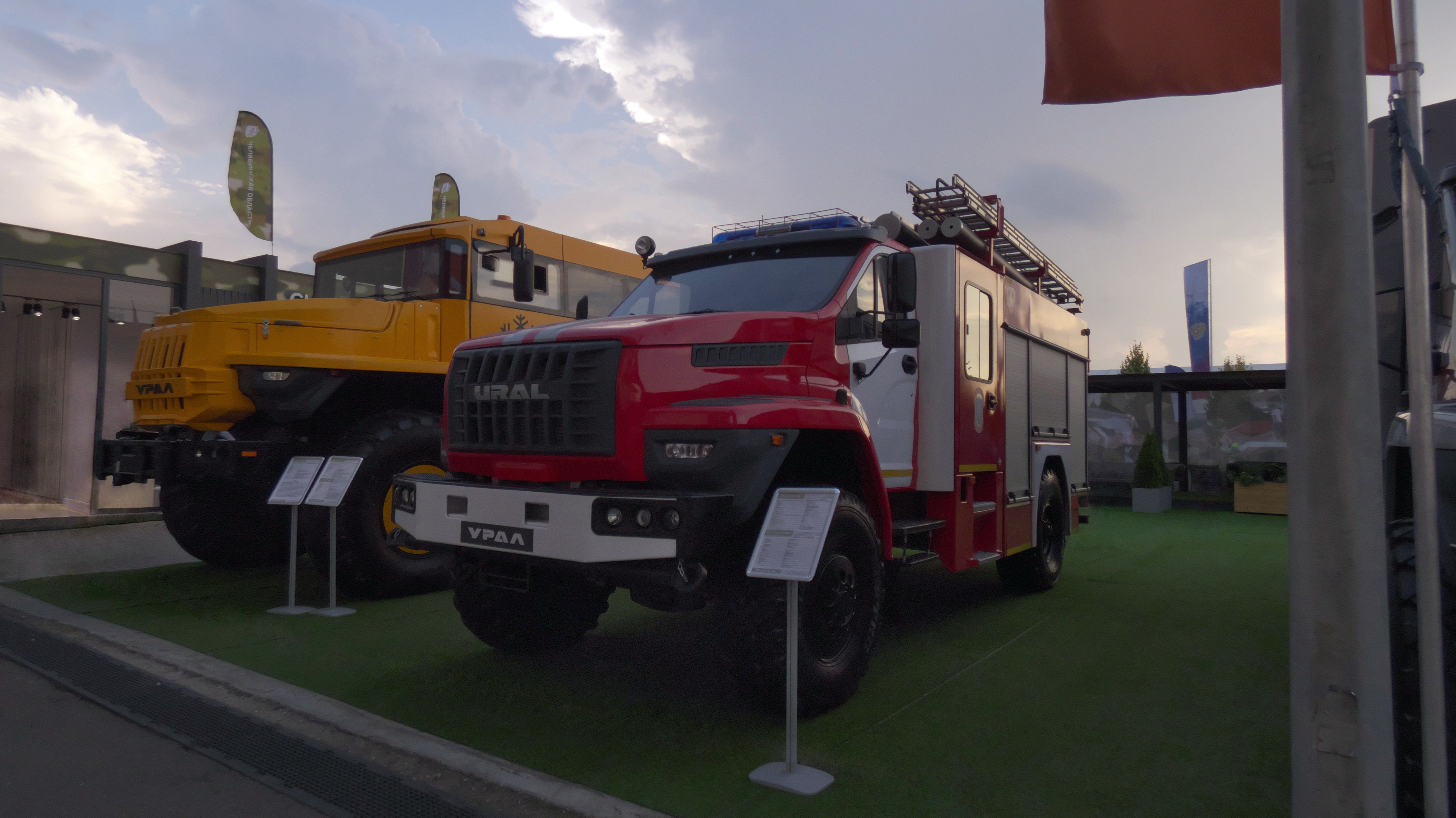
Ônibus do Ártico e caminhão de bombeiros